# NGC 4948
NGC 4948 في الفهرس العام الجديد، هي مجرة، تقع في كوكبة العذراء. اكتشفت في 25 مايو 1887 بواسطة لويس سويفت.

## روابط خارجية
- NGC 4948 على موقع ويكي سكاي: DSS2, SDSS, GALEX, IRAS, Hydrogen α, X-Ray, Astrophoto, Sky Map, Articles and images